# Stachys crenata
Stachys crenata är en kransblommig växtart som beskrevs av Constantine Samuel Rafinesque. Stachys crenata ingår i släktet syskor, och familjen kransblommiga växter. Inga underarter finns listade i Catalogue of Life.